# Бокіївська Рудня
Бокіївська Рудня (пол. Rudnia Bokijewska, рос. Бокиевская-Рудня) — колишнє село у Словечанській волості Овруцького повіту Волинської губернії та Червоносільській і Возничівській сільських радах Словечанського району Коростенської округи.

## Населення
У 1906 році в селі налічувалися 51 житель та 9 дворів, станом на 1923 рік в поселенні нараховано 6 дворів та 30 мешканців.

## Історія
На початку 20 століття — село Словечанської волості Овруцького повіту, входить до православної парафії в Можарах, за 15 верст.
У 1906 році — сільце Словечанської волості (3-го стану) Овруцького повіту Волинської губернії. Відстань до повітового центру, м. Овруч, становила 45 верст, до волосного центру, с. Словечне — 15 верст. Найближче поштово-телеграфне відділення розташовувалося в м. Овруч.
18 лютого 1923 року, відповідно до рішення Волинської ГАТК (протокол № 1 «Про об'єднання населених пунктів у сільради, зміну складу і центрів сільрад»), включене до складу новоствореної Жидівської (згодом — Червоносільська) сільської ради, котра, від 7 березня 1923 року, стала частиною новоутвореного Словечанського району Коростенської округи. Розміщувалося за 12 верст від районного центру, с. Словечне, та за 8 верст від центру сільської ради, с. Жидівка. 21 жовтня 1925 року включене до складу новоствореної Возничівської сільської ради Словечанського району.
Знята з обліку населених пунктів до 1 жовтня 1941 року.